# Родденберри, Джин
Ю́джин «Джин» Уэ́сли Ро́дденберри (англ. Eugene "Gene" Wesley Roddenberry; 19 августа 1921, Эль-Пасо, Техас — 24 октября 1991, Санта-Моника, Калифорния) — американский сценарист и продюсер. Наиболее известен как создатель научно-фантастического телевизионного сериала «Звёздный путь».

## Биография
Джин Родденберри родился 19 августа 1921 года в городе Эль-Пасо (США) в семье Эдварда Родденберри и Каролины Глен. Когда ему ещё не исполнилось двух лет, он с семьёй переехал в Лос-Анджелес.
Окончив школу, следуя примеру отца, он начал обучаться на полицейского, одновременно получая лицензию пилота. В 1941 году, после налёта японской авиации на Пёрл-Харбор, Джин был призван в армию — в Военно-воздушные силы Армии США. В ВВС он прослужил с 1941 по 1945 год на бомбардировщике B-17. За время войны он совершил 89 боевых вылета, получил звание лейтенанта и награды за выдающиеся заслуги.
После войны Джин устроился вторым пилотом в авиакомпанию «Пан Американ». После авиационной катастрофы в 1947 году он решил отказаться от карьеры лётчика и устроился в полицию Лос-Анджелеса, где прослужил с 1949 по 1956 годы.
Родденберри был дважды женат. Первая жена, Айлин Рексроат, — его школьная подруга. Вторая — Меджел Баррет, актриса, с которой он познакомился на съёмках «Звёздного пути».
Джин Родденберри скончался 24 октября 1991 года. По завещанию его прах, вместе с прахом ещё 23 космических пионеров и энтузиастов, в 1997 году был запущен в специальной капсуле в космос на ракете «Пегас».

## Телевизионная карьера
В 1950-х годах Джин Родденберри подрабатывал сценаристом на американском телевидении и принимал участие в работе над сериалом Have Gun — Will Travel и другими сериалами, а также выступил в роли продюсера сериала The Lieutenant. Первые свои сценарии он подписывал псевдонимом Роберт Уэсли.
Идея создания научно-фантастического шоу появилась у Родденберри в 1964 году. Концепция нового сериала была представлена каналу CBS, но условия контракта оказались неудачными, и Джин предложил свои услуги NBC. В том же году Джин написал сценарий и спродюсировал пилотный эпизод под названием «Клетка» с Джеффри Хантером в роли капитана Кристофера Пайка. Впрочем, серия не вызвала энтузиазма у руководства канала, и проект был отложен. К тому же, от съёмок отказался Хантер.
Джин связался со знакомыми сценаристами и предложил компании три новых сценария, один из которых был одобрен. Немногим позже начались съёмки новой пилотной серии. Использовались старые декорации, что сильно сократило бюджет фильма. Новый сериал, получивший название «Звёздный путь» (позднее — «Звёздный путь: Оригинальный сериал»), вышел на экран в 1966 году.
Кроме оригинальных серий Джин Родденберри является создателем второго сериала эпопеи — «Звёздный путь: Следующее поколение», работы над которым начались в 1985 году (на экраны сериал вышел в 1987 году). Помимо работы над сериалами, Родденберри стал автором полнометражного фильма «Звёздный путь: Фильм» (1979).

## Наследие
После смерти Родденберри работу над сериалом продолжил Рик Берман. Был доснят сериал «Звёздный путь: Следующее поколение» (последняя серия вышла в 1994 году), а впоследствии на экраны вышли ещё четыре телевизионных сериала.
На основе «Звёздного пути» также были сняты ещё 12 полнометражных фильмов. Шесть из них — ещё при жизни Джина. Последний фильм, снятый при его жизни, — «Звёздный путь VI: Неоткрытая страна». В память о Родденберри в окончательной версии фильма, перед финальными титрами, появилась надпись — «посвящается памяти Джина Родденберри…».

### Награды и номинации
Большинство наград и номинаций, полученных Родденберри за всю его карьеру, были связаны со «Звёздным путём». Он был зачислен в «Звёздный путь: Оригинальный сериал» (известный в то время просто как «Звёздный путь») во время номинаций на две премии «Эмми», и выиграл две премии «Хьюго». Одна «Хьюго» была специальной наградой за телесериал, а другая была за «Зверинец», эпизод в котором использовались кадры из оригинального невыпущенного пилота «Звёздного пути» «Клетка». Также, он был награждён премией Братства от Национальной ассоциации содействия прогрессу цветного населения за его работу по продвижению афроамериканских персонажей на телевидении. После окончания «Звёздного пути» (оригинального сериала) он был номинирован на премию «Хьюго» за два телефильма, «Генезис II» и «Плёнки Квестора». После его смерти в 1991 году, он был посмертно награждён Мемориальной премией Роберта А. Хайнлайна Национальным космическим обществом и премией Джорджа Пала на 18-й церемонии вручения наград премии «Сатурн». Он также был награждён медалью за общественные заслуги Национальным управлением по аэронавтике и исследованию космического пространства (НАСА).

## Фильмография
Продюсер кинофильмов
- Хорошенькие девушки, станьте в ряд (1971, также сценарист)
- Звёздный путь (1979)

Создатель сериалов
- Лейтенант (1963-1964)
- Звёздный путь: Оригинальный сериал (1966-1969)
- Звёздный путь: Анимационный сериал (1973-1974)
- Звёздный путь: Следующее поколение (1987-1994)
- Земля: Последний конфликт (1997-2002)
- Андромеда (2000-2005)